# Calyptrotheca taitensis
Calyptrotheca taitensis, es una especie de planta con flores perteneciente al género Calyptrotheca, dentro de la familia Didiereaceae. Se distribuye por Kenia, Somalia y Tanzania.

## Descripción
Calyptrotheca taitensis es un arbusto o árbol trepador de tallos múltiples, de hasta 4 m, que a veces desarrolla un fuste corto y una corteza gris rojiza.
Las hojas son variables, desde elípticas a redondeadas, de 3–13,5 cm de largo y de 1,5–4,5 cm de ancho. Los márgenes pueden estar desde ligeramente a muy ondulados, con un pecíolo de 5–10 mm de largo. 
Florece mediante inflorescencias terminales de hasta 6 cm de largo, con flores de 5-11 pétalos de color amarillo verdoso.

## Distribución y hábitat
El área de distribución nativa de esta especie va desde Somalia hasta Tanzania y crece principalmente en el bioma tropical estacionalmente seco, de los 30 a los 1000 m de altitud.

## Taxonomía
La primera descripción de esta especie fue como Talinum taitense, publicada en 1893 por los botánicos alemanes Ferdinand Albin Pax y Wilhelm Vatke en la revista científica Botanische Jahrbücher für Systematik, Pflanzengeschichte und Pflanzengeographie 17: 585.
Más tarde, el botánico británico John Patrick Micklethwait Brenan trasladó la especie al género Calyptrotheca, pasando a llamarse Calyptrotheca taitensis. Registró estos cambios en la revista científica Kew Bulletin 4: 74, publicada en 1949.

Etimología
- Calyptrotheca: nombre genérico que deriva de las palabras griegas kalupto (que significa 'cubrir' o 'envolver') y theke (que significa 'caja', 'recipiente' o 'contenedor'), haciendo referencia a que estas plantas presentan las 'tecas de la flor cubiertas', es decir, tienen cubiertas cada una de las dos mitades en las que se divide la antera (parte de la flor donde se produce el polen).
- taitensis: epíteto geográfico que deriva de Tahiti, una de las islas de la Polinesia Francesa donde se encuentra o se ha descrito este organismo. El sufijo -ensis es un sufijo de origen latino que se utiliza para indicar procedencia o ubicación.[4]

## Usos
Calyptrotheca taitensis se cultiva raramente como planta ornamental.